# Trichomma cheesmanae
Trichomma cheesmanae là một loài tò vò trong họ Ichneumonidae.